# Eichethofsiedlung
Die Eichethofsiedlung im Süden der Stadt Salzburg entstand in den Jahren nach 1954 auf ehemaligen Streuwiesen am Ostrand des Leopoldskroner Moores und nördlich des am Almkanal gelegenen alten namensgebenden „Eichethofes“ und liegt südlich des Stadtteiles Gneis bzw. östlich des geschlossenen Siedlungsraumes vom Leopoldskroner Moos. Die Eichethofsiedlung zählt im Hauptwohnsitz etwa 700 Bewohner und wird gemeinsam mit der Birkensiedlung unter dem Begriff Gneis Süd zusammengefasst.
In den ersten Nachkriegsjahren hausten viele Flüchtlinge in Baracken. Die Salzburger selbst empfanden die schlechten Lebensbedingungen vielfach zunehmend unerträglich und sprachen von einer „Barackenschande“. 
Die Flüchtlinge sahen sich dabei zuerst von der Landes- und Stadtpolitik wenig unterstützt. Nur die Katholische und die Evangelische Kirche halfen von Anfang an entscheidend mit das Baracken-Elend zu mildern und setzten Schritte, um den Volksdeutschen verbunden mit deren maßgeblicher Eigeninitiative neue Siedlungen zu ermöglichen. Eine der wichtigsten Siedlungen war dabei die Eichethofsiedlung, die zuerst entlang der Kronstädter Straße, benannt nach Kronstadt in Siebenbürgen (Rumänien) begann.
Im Zuge eines 1959 geschaffenen Baracken-Beseitigungsprogrammes von Land und Stadt Salzburg, die damit die Initiative aufgriffen und weiterführten, wurden später letzte Barackenlager der „Volksdeutschen“ aufgelöst.